# Međuopćinska nogometna liga Poreč-Rovinj-Pazin 1982./83.
Međuopćinska nogometna liga Poreč-Rovinj-Pazin Je bila liga šestog stupnja nogometnog prvenstva Jugoslavije u sezoni 1982./83. 
 
Sudjelovalo je 12 klubova, a prvak je bio "Kaštelir". 

## Ljestvica
| mj. | klub            | ut. | pob | ner | por | gol+ | gol- | bod | bod- |
| --- | --------------- | --- | --- | --- | --- | ---- | ---- | --- | ---- |
| 1.  | Kaštelir        | 22  | 16  | 3   | 3   | 74   | 23   | 34  | -1   |
| 2.  | Vižinada        | 22  | 16  | 1   | 5   | 76   | 35   | 33  |      |
| 3.  | Gračišće        | 21  | 13  | 5   | 3   | 69   | 39   | 31  |      |
| 4.  | Kanfanar        | 22  | 13  | 1   | 8   | 59   | 36   | 27  |      |
| 5.  | Lovreč          | 21  | 10  | 6   | 5   | 28   | 26   | 26  |      |
| 6.  | Tinjan          | 21  | 10  | 5   | 6   | 58   | 37   | 25  |      |
| 7.  | Ciglar          | 21  | 10  | 4   | 7   | 41   | 36   | 23  | -1   |
| 8.  | Rušnjak Baderna | 21  | 7   | 3   | 11  | 36   | 44   | 17  |      |
| 9.  | Barat           | 22  | 6   | 2   | 14  | 31   | 58   | 14  |      |
| 10. | Lindar          | 21  | 5   | 3   | 13  | 37   | 65   | 13  |      |
| 11. | Kašćerga        | 22  | 3   | 3   | 16  | 36   | 81   | 9   |      |
| 12. | Karojba         | 22  | 1   | 1   | 20  | 19   | 84   | 3   |      |

- ljestvica bez tri utakmice
- Lovreč - do 1991. godine naziv za Sveti Lovreč

## Rezultatska križaljka
| kratica | klub            | BAR | CIG | GRA | KAN | KAR | KAŠĆ | KAŠT | LIN | LOV | RUŠ | TINJ | VIŽ |
| --- | --------------- | --- | --- | --- | --- | --- | ---- | ---- | --- | --- | --- | ---- | --- |
| BAR | Barat           |     |     |     |     |     |      |      |     |     |     |      |     |
| CIG | Ciglar          |     |     |     |     |     |      |      |     |     |     |      |     |
| GRA | Gračišće        |     |     |     |     |     |      |      |     |     |     |      |     |
| KAN | Kanfanar        |     |     |     |     |     |      |      |     |     |     |      |     |
| KAR | Karojba         |     |     |     |     |     |      |      |     |     |     |      |     |
| KAŠĆ | Kašćerga        |     |     |     |     |     |      |      |     |     |     |      |     |
| KAŠT | Kaštelir        |     |     |     |     |     |      |      |     |     |     |      |     |
| LIN | Lindar          |     |     |     |     |     |      |      |     |     |     |      |     |
| LOV | Lovreč          |     |     |     |     |     |      |      |     |     |     |      |     |
| RUŠ | Rušnjak Baderna |     |     |     |     |     |      |      |     |     |     |      |     |
| TINJ | Tinjan          |     |     |     |     |     |      |      |     |     |     |      |     |
| VIŽ | Vižinada        |     |     |     |     |     |      |      |     |     |     |      |     |
| |                 |     |     |     |     |     |      |      |     |     |     |      |     |
| podebljan rezultat - utakmice od 1. do 11. kola (1. utakmica između klubova) rezultat normalne debljine - utakmice od 12. do 22. kola (2. utakmica između klubova) rezultat nakošen - nije vidljiv redoslijed odigravanja međusobnih utakmica iz dostupnih izvora rezultat smanjen * - iz dostupnih izvora nije uočljiv domaćin susreta prekrižen rezultat - poništena ili brisana utakmica p - utakmica prekinuta 3:0 p.f. / 0:3 p.f. - rezultat 3:0 bez borbe n.i. - nije igrano |                 |     |     |     |     |     |      |      |     |     |     |      |     |

 Izvori: